# Saltos ornamentais no Campeonato Europeu de Esportes Aquáticos de 2021 - Trampolim 3 m individual masculino
A prova do trampolim 3 m individual masculino dos saltos ornamentais no Campeonato Europeu de Esportes Aquáticos de 2021 ocorreu no dia 14 de maio na Arena Danúbio, em Budapeste na Hungria.

## Calendário
| Fase       | Data       | Hora  |
| ---------- | ---------- | ----- |
| Preliminar | 14 de maio | 12:00 |
| Final      | 14 de maio | 20:25 |

Todos os horários estão no horário local (UTC+1)

## Medalhistas
| Ouro                   | Prata                  | Bronze               |
| Evgeny Kuznetsov (RUS) | Nikita Shleikher (RUS) | Martin Wolfram (GER) |

## Resultados
Esses foram os resultados da competição.
| Pos.              | Saltador             | Nacionalidade | Preliminar | Preliminar | Final         | Final         |
| Pos.              | Saltador             | Nacionalidade | Pontos     | Pos.       | Pontos        | Pos.          |
| ----------------- | -------------------- | ------------- | ---------- | ---------- | ------------- | ------------- |
| Medalha de ouro   | EEvgeny Kuznetsov    | Rússia        | 443.70     | 1          | 525.20        | 1             |
| Medalha de prata  | Nikita Shleikher     | Rússia        | 417.10     | 2          | 505.80        | 2             |
| Medalha de bronze | Martin Wolfram       | Alemanha      | 410.85     | 6          | 484.65        | 3             |
| 4                 | James Heatly         | Reino Unido   | 416.30     | 3          | 464.60        | 4             |
| 5                 | Oleh Kolodiy         | Ucrânia       | 393.90     | 10         | 446.95        | 5             |
| 6                 | Jack Laugher         | Reino Unido   | 414.00     | 4          | 423.10        | 6             |
| 7                 | Guillaume Dutoit     | Suíça         | 387.25     | 12         | 410.15        | 7             |
| 8                 | Andrzej Rzeszutek    | Polónia       | 390.60     | 11         | 405.90        | 8             |
| 9                 | Patrick Hausding     | Alemanha      | 413.30     | 5          | 390.05        | 9             |
| 10                | Lorenzo Marsaglia    | Itália        | 405.40     | 7          | 389.55        | 10            |
| 11                | Giovanni Tocci       | Itália        | 405.25     | 8          | 379.15        | 11            |
| 12                | Alberto Arévalo      | Espanha       | 395.00     | 9          | 349.40        | 12            |
| 13                | Nicolás García       | Espanha       | 383.55     | 13         | Não avançaram | Não avançaram |
| 14                | Kacper Lesiak        | Polónia       | 378.00     | 14         | Não avançaram | Não avançaram |
| 15                | Jonathan Suckow      | Suíça         | 368.80     | 15         | Não avançaram | Não avançaram |
| 16                | Oliver Dingley       | Irlanda       | 367.35     | 16         | Não avançaram | Não avançaram |
| 17                | Alexis Jandard       | França        | 366.15     | 17         | Não avançaram | Não avançaram |
| 18                | Alexander Hart       | Áustria       | 359.95     | 18         | Não avançaram | Não avançaram |
| 19                | Nikolaj Schaller     | Áustria       | 355.95     | 19         | Não avançaram | Não avançaram |
| 20                | Botond Bóta          | Hungria       | 344.90     | 20         | Não avançaram | Não avançaram |
| 21                | Max Burman           | Suécia        | 344.40     | 21         | Não avançaram | Não avançaram |
| 22                | Yury Naurozau        | Bielorrússia  | 340.70     | 22         | Não avançaram | Não avançaram |
| 23                | Theofilos Afthinos   | Grécia        | 331.95     | 23         | Não avançaram | Não avançaram |
| 24                | Athanasios Tsirikos  | Grécia        | 326.05     | 24         | Não avançaram | Não avançaram |
| 25                | Juho Junttila        | Finlândia     | 315.10     | 25         | Não avançaram | Não avançaram |
| 26                | Jules Bouyer         | França        | 313.25     | 26         | Não avançaram | Não avançaram |
| 27                | Bram Meulendijks     | Países Baixos | 312.75     | 27         | Não avançaram | Não avançaram |
| 28                | Stanislav Oliferchyk | Ucrânia       | 299.45     | 28         | Não avançaram | Não avançaram |
| 29                | Sandro Melikidze     | Geórgia       | 296.35     | 29         | Não avançaram | Não avançaram |
| 30                | Chola Chanturia      | Geórgia       | 276.45     | 30         | Não avançaram | Não avançaram |
| 31                | David Ekdahl         | Suécia        | 264.50     | 31         | Não avançaram | Não avançaram |
| 32                | Orhan Candan         | Turquia       | 226.00     | 32         | Não avançaram | Não avançaram |